# 富士忠時
富士 忠時（ふじ ただとき　生没年不詳）は室町時代の富士山本宮浅間大社大宮司で、富士氏当主。

## 略歴
富士山本宮浅間大社の富士大宮司である。忠時は享徳の乱の際に室町幕府方へ味方し、幕府方の勢力である扇谷上杉氏当主上杉持朝の進軍に呼応している。また享徳4年（1455年）閏4月15日には持朝から戦功を賞されている。
寛正3年（1462年）11月2日には能登守に任官されている。これは足利義政の推挙を後花園天皇が承知したものであるが、背景として今川氏の意向の存在や、堀越公方足利政知への協力を意図する義政による政策といった説が挙げられている。
文明10年（1478年）の大日如来坐像が村山口登山道が位置する村山（現在の静岡県富士宮市村山）に伝わり、その銘に「大宮司前能登守忠時 同子息親時」とあるため、この文明10年（1478年）時点には能登守を辞していたと考えられている。

## 富士家の家督争い
寛正年間から文正年間にかけて富士家では家督争いが発生した。これは忠時とその父である富士祐本との間で起こった確執が発端であり、この動向が『親元日記』寛正6年（1465年）7月朔日条に記されている。
祐本は子息の忠時ではなく孫の宮若丸（富士親時）への家督相続を望んだため（悔返）、これに対し忠時は反発した。これらの争いは祐本による幕府への注進状や今川氏を介して将軍足利義政にも伝わり、義政は祐本の主張を認定した。それを見た祐本は、この一連の取次を行った幕府政所頭人伊勢貞親に対し礼銭を納めている。
一方忠時は堀越公方足利政知に働きかけ、政知は義政へと報告を行った。結果忠時は宥免されることとなった。しかしこの決定に祐本は強く反発したため、義政は文正元年（1466年）10月11日の政知宛の御内書で祐本の行いを非難し、また宮若丸へ富士大宮司職を移行するよう改めて伝えている。これにより、お家騒動の一応の終着を迎えた。
この富士家の家督争いの存在が、当時今川義忠が幕府の関東出陣命令に呼応できなかった一因であった可能性が指摘されている。